# Проклети пас
Проклети пас је српски играни филм из 2017. године, који је по сопственом сценарију режирао Драган Пешикан.
Филм је своју премијеру имао 17. октобра 2017. године.

## О филму
Обично ми бирамо пса, а некада и пас изабере нас... Избором једног пса Александра, Јована и Марија долазе у сукоб са криминалном бандом коју предводи Сергеј, неумољиви нарко дилер. Александрина америчка лична карта и ФБИ пропусница њеног вереника доводе криминалце у забуну да је реч о међународној акцији, а како су и поткупљени полицајци на страни банде, ове три девојке остају без избора и приморане су да узму ствари у своје руке...

## Улоге
| Глумац           | Улога        |
| ---------------- | ------------ |
| Срђан Тодоровић  | Сергеј       |
| Нина Сеничар     | Александра   |
| Јелена Галовић   | Јована       |
| Маја Лукић       | Марија       |
| Иван Јевтовић    | Горан Буквић |
| Милош Влалукин   | Милан        |
| Маја Шуша        | Бојана       |
| Милица Зарић     | Инспекторка  |
| Јелена Ракочевић | Лена         |
| Игор Первић      | Инспектор    |
| Немања Јаничић   | Мики         |